# 木龙葵
木龍葵（學名：Solanum scabrum）為茄科茄屬的物種，原生於非洲。

## 分佈
本種原生於撒哈拉以南非洲，包括安哥拉、貝寧、博茨瓦納、布基納法索、布隆迪、喀麥隆、開普省、中非共和國、乍得、科摩羅、剛果共和國、吉布提、厄立特里亞、埃塞俄比亞、剛果民主共和國、加蓬、加納、幾內亞、幾內亞比紹、幾內亞灣、象牙海岸、肯尼亞、南非、萊索托、利比里亞、馬達加斯加、馬拉維、馬里、毛里塔尼亞、莫桑比克、納米比亞、尼日利亞、塞內加爾、塞舌爾、塞拉利昂、蘇丹、坦桑尼亞、多哥、烏干達、贊比亞、扎伊爾及津巴布韋等。
本種被引種到世界各地，如：埃及、美國康涅狄格州、伊利諾伊州、密蘇里州、威斯康星州、芬蘭、德國、英國、比利時、捷克斯洛伐克、蘇門答臘、爪哇、馬魯古、毛里求斯、查戈斯群島、新西蘭北島、留尼汪、南澳大利亞、瑞典、華中、華南、台灣及西藏等等。

## 扩展阅读
維基物種上的相關：木龙葵